# Bejuco (Costa Rica)
Bejuco es un distrito del cantón de Nandayure, en la provincia de Guanacaste, de Costa Rica.

## Historia
Bejuco fue creado al mismo tiempo que el cantonato de Nandayure.[cita requerida]

## Geografía
Bejuco cuenta con un área de 261,78 km² y una altitud media de 10 m s. n. m.
Bejuco ocupa alrededor del 46% de la superficie de Nandayure, así como la casi totalidad de su costa en el Océano Pacífico, a excepción de una estrecha franja que pertenece al distrito de Zapotal, le pertenecen todas las playas en el Océano Pacífico del cantón (excepto parte de Camaronal).

## Demografía
Para el año 2022, Bejuco cuenta con una población estimada de 2993 habitantes, y para el último censo efectuado, en 2011, Bejuco contaba con una población de 3026 habitantes.

## Localidades
- Poblados: Caletas, Candelillo, Corozalito, Chiruta, Chompipe (parte), I Griega, Islita, Jabilla, Jabillos, Maicillal, Maquencal, Milagro, Millal, Mono, Pampas, Paso Vigas, Pencal, Playa Coyote, Playa San Miguel, Pueblo Nuevo, Punta Bejuco, Puerto Coyote, Quebrada Nando, Quebrada Seca, Rancho Floriana, San Francisco de Coyote, San Gabriel, San Miguel, Triunfo, Zapote.

## Economía
La Economía en Bejuco se basa en pesca artesanal, ganadería y agricultura, y en los últimos años se ha incrementado la actividad turísticas por sus playas.[cita requerida]

## Transporte

### Carreteras
Al distrito lo atraviesan las siguientes rutas nacionales de carretera:
- Ruta nacional 160
- Ruta nacional 163
- Ruta nacional 623
- Ruta nacional 903
- Ruta nacional 915